# بطولة أمريكا الجنوبية لكرة الطائرة للسيدات 2001
أقيمت بطولة أمريكا الجنوبية لكرة الطائرة للسيدات 2001 في نسختها الرابعة والعشرون في مورور في الأرجنتين.

## الترتيب النهائي
| المركز | المنتخب    |
| ------ | ---------- |
| الأول  | البرازيل   |
| الثاني | الأرجنتين  |
| الثالث | فنزويلا    |
| 4      | الأوروغواي |
| 5      | تشيلي      |
| 6      | باراغواي   |
| 7      | بوليفيا    |

| بطولة أمريكا الجنوبية لكرة الطائرة للسيدات 2001 |
| ----------------------------------------------- |
| · البرازيل · للمرة الثانية عشر                  |

## روابط إضافية
- CSV الموقع الرسمي